# Ambaixades i consolats ubicats als Països Catalans
Els Països Catalans no disposen, actualment, d'entitat política pròpia i, per tant, no poden establir relacions diplomàtiques amb els estats. Malgrat això, l'existència de l'estat d'Andorra i l'específica vinculació territorial dels consolats fan que hom pugui parlar d'ambaixades i consolats ubicats a ciutats dels Països Catalans.
Per exemple, el cos consular de Barcelona és el tercer més nombrós del món darrere del de Hong Kong i el de Nova York.
Hi ha moltes ambaixades acreditades davant del Govern d'Andorra però la majoria d'elles tenen la seu a París o Madrid. Ací només ens referim a aquelles amb seu al territori.
Aquesta és una llista de les ciutats dels Països Catalans que compten amb ambaixades o consolats. Quan aquests són honorífics, es remarca amb l'afegit (H). En total, són 255 delegacions diplomàtiques, establertes a 20 ciutats i que representen a 101 estats.

## Ciutats amb ambaixades

### Andorra la Vella
Espanya
 França
 Portugal

## Ciutats amb cos Consular

### Alacant
| Alemanya (H) Algèria Bangladesh (H) Bèlgica Brasil (H) Dinamarca (H) | Equador (H) França (H) Guatemala (H) Irlanda (H) Itàlia (H) Luxemburg (H) | Marroc (H) Mèxic (H) Noruega Països Baixos (H) Regne Unit República Dominicana (H) |

### Andorra la Vella
| Alemanya (H) Bèlgica (H) Espanya França | Itàlia (H) Portugal Regne Unit (H) Suïssa | Ucraïna (H) Xile (H) |

### Barcelona
| Albània (H) Alemanya Andorra (H) Angola (H) Argentina Austràlia (H) Àustria (H) Bangladesh (H) Bèlgica Belize (H) Benín (H) Bolívia Brasil Bulgària (H) Canadà Colòmbia Corea del Sud (H) Costa d'Ivori (H) Costa Rica (H) Croàcia (H) Cuba Dinamarca (H) Equador Eslovàquia (H) El Salvador (H) Estats Units Estònia (H) Etiòpia (H) Filipines Finlàndia (H) França Gabon (H) Gàmbia (H) | Ghana (H) Grècia (H) Guatemala (H) Guinea Bissau (H) Haití (H) Hondures (H) Hongria Índia (H) Indonèsia (H) Irlanda (H) Islàndia (H) Itàlia Japó Jordània (H) Kazakhstan (H) Letònia (H) Líban (H) Lituània (H) Luxemburg (H) Macau (H) Madagascar (H) Malàisia (H) Malta (H) Marroc Maurici (H) Mèxic Moçambic (H) Mònaco (H) Mongòlia (H) Nepal (H) Nicaragua (H) Noruega (H) Nova Zelanda (H) | Països Baixos Pakistan Panamà Paraguai Perú Polònia Portugal Regne Unit República Dominicana Txèquia (H) Romania Rússia Senegal (H) Sèrbia (H) Seychelles (H) Singapur (H) Sri Lanka (H) Sud-àfrica (H) Suècia (H) Suïssa Tailàndia (H) Togo (H) Tunísia (H) Turquia Txad (H) Ucraïna Uruguai Uzbekistan (H) Veneçuela Xile R.P. de la Xina Xipre (H) |

### Benidorm
Finlàndia (H)
 Islàndia (H)
 Noruega (H)
 Txèquia (H)

### Castelló de la Plana
Itàlia (H)
 Noruega (H)
 Romania
 Suècia (H)

### Dénia
Regne Unit (H)

### Eivissa
Alemanya (H)
 França (H)
 Itàlia (H)
 Regne Unit

### Escaldes-Engordany
Filipines (H)
 Perú (H)

### Es Castell
Regne Unit (H)

### Figueres
França (H)

### Girona
| França (H) Gàmbia (H) | Itàlia (H) Noruega (H) | Regne Unit (H) |

### La Nucia
Països Baixos (H)

### L'Alguer
Espanya (H)

### Lleida
França (H)
 República Dominicana (H)

### Maó
Alemanya (H)
 França (H)
 Països Baixos (H)

### Palma
| Alemanya Àustria (H) Bèlgica Belize (H) Colòmbia (H) Croàcia (H) Dinamarca (H) Equador (H) Estats Units (H) Filipines (H) Finlàndia (H) França (H) | Grècia (H) Hondures (H) Hongria (H) Irlanda (H) Islàndia (H) Itàlia (H) Luxemburg (H) Malta (H) Mèxic (H) Mònaco (H) Nicaragua (H) Noruega (H) | Països Baixos (H) Perú (H) Polònia (H) Regne Unit República Dominicana (H) Txèquia (H) Suècia (H) Suïssa (H) Tunísia (H) Uruguai (H) Xile (H) |

### Perpinyà
| Alemanya (H) Bèlgica (H) Dinamarca (H) | Espanya Gabon (H) Països Baixos (H) | República Dominicana (H) Suècia (H) |

### Tarragona
| Brasil (H) Costa d'Ivori (H) Costa Rica (H) | França (H) Marroc Panamà (H) | Regne Unit (H) República Dominicana (H) |

### Torrevella
Noruega (H))
 Suècia (H)

### València
| Alemanya (H) Armènia (H) Àustria (H) Bèlgica (H) Brasil (H) Bulgària Colòmbia Costa d'Ivori (H) Costa Rica (H) Dinamarca (H) El Salvador (H) Equador Estats Units (H) Estònia (H) Filipines (H) | Finlàndia (H) França (H) Grècia (H) Guatemala (H) Hondures (H) Hongria (H) Islàndia (H) Itàlia (H) Letònia (H) Lituània Macau (H) Malta (H) Marroc Mèxic (H) Mònaco (H) | Noruega (H) Països Baixos (H) Panamà Perú Polònia (H) Regne Unit (H) República Dominicana Romania (H) Seychelles (H) Suècia (H) Suïssa (H) Turquia (H) Ucraïna (H) Uruguai Xile (H) |

## Estats amb delegació diplomàtica a ciutats dels Països Catalans
A la llista següent podem veure, per països, a quines ciutats tenen delegació diplomàtica:
 Albània:
- Barcelona (H)

 Alemanya:
- Alacant (H)
- Andorra la Vella (H)
- Barcelona
- Eivissa (H)
- Maó (H)
- Palma
- Perpinyà (H)
- València (H)

 Algèria:
- Alacant

 Andorra:
- Barcelona (H)

 Angola:
- Barcelona (H)

 Argentina:
- Barcelona

 Armènia:
- València (H)

 Austràlia:
- Barcelona (H)

 Àustria:
- Barcelona (H)
- Palma (H)
- València (H)

 Bangladesh:
- Alacant (H)
- Barcelona (H)

 Bèlgica:
- Alacant
- Andorra la Vella (H)
- Barcelona
- Palma
- Perpinyà (H)
- València (H)

 Belize:
- Barcelona (H)
- Palma (H)

 Benín:
- Barcelona (H)

 Bolívia:
- Barcelona

 Brasil:
- Alacant (H)
- Barcelona
- Tarragona (H)
- València (H)

 Bulgària:
- Barcelona (H)
- València

 Canadà:
- Barcelona

 Colòmbia:
- Barcelona
- Palma (H)
- València

 Corea del Sud:
- Barcelona (H)

 Costa d'Ivori:
- Barcelona (H)
- Tarragona (H)
- València (H)

 Costa Rica:
- Barcelona (H)
- Tarragona (H)
- València (H)

 Croàcia:
- Barcelona (H)
- Palma (H)

 Cuba:
- Barcelona

 Dinamarca:
- Alacant (H)
- Barcelona (H)
- Palma (H)
- Perpinyà (H)
- València (H)

 El Salvador:
- València (H)

 Equador:
- Alacant (H)
- Barcelona
- Palma (H)
- València

 Eslovàquia:
- Barcelona (H)

 Eslovènia:
- Barcelona (H)

 Espanya:
- Andorra la Vella (Ambaixada)
- Andorra la Vella (Consolat)
- L'Alguer (H)
- Perpinyà

 Estats Units:
- Barcelona
- Palma (H)
- València (H)

 Estònia:
- Barcelona (H)
- València (H)

 Filipines:
- Barcelona
- Escaldes-Engordany (H)
- Palma (H)
- València (H)

 Finlàndia:
- Barcelona (H)
- Benidorm (H)
- Palma (H)
- València (H)

 França:
- Andorra la Vella (Ambaixada)
- Alacant (H)
- Andorra la Vella (Consolat)
- Barcelona
- Eivissa (H)
- Figueres (H)
- Girona (H)
- Lleida (H)
- Maó (H)
- Palma (H)
- Tarragona (H)
- València (H)

 Gabon:
- Barcelona (H)
- Perpinyà (H)

 Gàmbia:
- Barcelona (H)
- Girona (H)

 Ghana:
- Barcelona (H)

 Grècia:
- Barcelona (H)
- Palma (H)
- València (H)

 Guatemala:
- Alacant (H)
- Barcelona (H)
- València (H)

 Guinea Bissau:
- Barcelona (H)

 Haití:
- Barcelona (H)

 Hondures:
- Barcelona (H)
- Palma (H)
- València (H)

 Hongria:
- Barcelona
- Palma (H)
- València (H)

 Índia:
- Barcelona (H)

 Indonèsia:
- Barcelona (H)

 Irlanda:
- Alacant (H)
- Barcelona (H)
- Palma (H)

 Islàndia:
- Barcelona (H)
- Benidorm (H)
- Palma (H)
- València (H)

 Itàlia:
- Alacant (H)
- Andorra la Vella (H)
- Barcelona
- Castelló (H)
- Eivissa (H)
- Girona (H)
- Palma (H)
- València (H)

 Japó:
- Barcelona

 Jordània:
- Barcelona (H)

 Kazakhstan:
- Barcelona (H)

 Letònia:
- Barcelona (H)
- València (H)

 Líban:
- Barcelona (H)

 Lituània:
- Barcelona (H)
- València

 Luxemburg:
- Alacant (H)
- Barcelona (H)
- Palma (H)

 Macau:
- Barcelona (H)
- València (H)

 Madagascar:
- Barcelona (H)

 Malàisia:
- Barcelona (H)

 Malta:
- Barcelona (H)
- Palma (H)
- València (H)

 Marroc:
- Alacant (H)
- Barcelona
- Tarragona
- València

 Maurici:
- Barcelona (H)

 Mèxic:
- Alacant (H)
- Barcelona
- Palma (H)
- València (H)

 Moçambic:
- Barcelona (H)

 Mònaco:
- Barcelona (H)
- Palma (H)
- València (H)

 Mongòlia:
- Barcelona (H)

 Nepal:
- Barcelona (H)

 Nicaragua:
- Barcelona (H)
- Palma (H)

 Noruega:
- Alacant
- Barcelona (H)
- Benidorm (H)
- Castelló (H)
- Girona (H)
- Palma (H)
- Torrevella (H)
- València (H)

 Nova Zelanda:
- Barcelona (H)

 Països Baixos:
- Alacant (H)
- Barcelona
- La Nucia (H)
- Maó (H)
- Palma (H)
- Perpinyà (H)
- València (H)

 Pakistan:
- Barcelona

 Panamà:
- Barcelona
- Tarragona (H)
- València

 Paraguai:
- Barcelona

 Perú:
- Barcelona
- Escaldes-Engordany (H)
- Palma (H)
- València

 Polònia:
- Barcelona
- Palma (H)
- València (H)

 Portugal:
- Andorra la Vella (Ambaixada)
- Andorra la Vella (Consolat)
- Barcelona

 Regne Unit:
- Alacant
- Andorra la Vella (H)
- Barcelona
- Dénia (H)
- Eivissa
- Es Castell (H)
- Girona (H)
- Palma
- Tarragona (H)
- València (H)

 República Dominicana:
- Alacant (H)
- Barcelona
- Lleida (H)
- Palma (H)
- Perpinyà (H)
- Tarragona (H)
- València

 Txèquia:
- Barcelona (H)
- Benidorm (H)
- Palma (H)

 Romania:
- Barcelona
- Castelló
- València (H)

 Rússia:
- Barcelona

 Senegal:
- Barcelona (H)

 Sèrbia:
- Barcelona (H)

 Seychelles:
- Barcelona (H)
- València (H)

 Singapur:
- Barcelona (H)

 Sri Lanka:
- Barcelona (H)

 Sud-àfrica:
- Barcelona (H)

 Suècia:
- Barcelona (H)
- Castelló (H)
- Palma (H)
- Perpinyà (H)
- Torrevella (H)
- València (H)

 Suïssa:
- Andorra la Vella (H)
- Barcelona
- Palma (H)
- València (H)

 Tailàndia:
- Barcelona (H)

 Togo:
- Barcelona (H)

 Tunísia:
- Barcelona (H)
- Palma (H)

 Turquia:
- Barcelona
- València (H)

 Txad:
- Barcelona (H)

 Ucraïna:
- Andorra la Vella (H)
- Barcelona
- València (H)

 Uruguai:
- Barcelona
- Palma (H)
- València

 Uzbekistan:
- Barcelona (H)

 Veneçuela:
- Barcelona

 Xile:
- Andorra la Vella (H)
- Barcelona
- Palma (H)
- València (H)

 R.P. de la Xina:
- Barcelona

 Xipre:
- Barcelona (H)